# Роберт Гау (тенісист)
Роберт Гау (англ. Robert Howe; 3 серпня 1925 — 30 листопада 2004) — колишній австралійський тенісист.
Здобув 29 одиночних та 18 парних титулів.
Перемагав на турнірах Великого шолома в змішаному парному розряді.
Завершив кар'єру 1971 року.

## Фінали турнірів Великого шолома

### Парний розряд (3 поразки)
| Результат | Рік  | Турнір              | Покриття | Партнер   | Суперники              | Рахунок            |
| --------- | ---- | ------------------- | -------- | --------- | ---------------------- | ------------------ |
| Поразка   | 1958 | Чемпіонат Франції   | Ґрунт    | Ейб Сегал | Ешлі Купер Ніл Фрейзер | 6–3, 6–8, 3–6, 5–7 |
| Поразка   | 1959 | Чемпіонат Австралії | Трава    | Дон Кенді | Род Лейвер Боб Марк    | 7–9, 4–6, 2–6      |
| Поразка   | 1961 | Чемпіонат Франції   | Ґрунт    | Боб Марк  | Рой Емерсон Род Лейвер | 6–3, 1–6, 1–6, 4–6 |

### Мікст (4–4)
| Результат | Рік  | Турнір               | Покриття | Партнер       | Суперники                        | Рахунок         |
| --------- | ---- | -------------------- | -------- | ------------- | -------------------------------- | --------------- |
| Поразка   | 1956 | Чемпіонат Франції    | Ґрунт    | Дарлін Гард   | Телма Койн-Лонґ Луїс Аяла        | 6–4, 4–6, 1–6   |
| Перемога  | 1958 | Чемпіонат Австралії  | Трава    | Мері Говтон   | Анджела Мортімер Пітер Ньюмен    | 9–11, 6–1, 6–2  |
| Поразка   | 1958 | Чемпіонат Франції    | Ґрунт    | Лоррен Коглан | Ширлі Брешер Нікола П'єтранджелі | 6–8, 2–6        |
| Wi        | 1958 | Вімблдонський турнір | Трава    | Лоррен Коглан | Алтея Гібсон Курт Нільсен        | 6–3, 13–11      |
| Перемога  | 1960 | Чемпіонат Франції    | Ґрунт    | Марія Буено   | Енн Джонс Рой Емерсон            | 1–6, 6–1, 6–2   |
| Поразка   | 1960 | Вімблдонський турнір | Трава    | Марія Буено   | Дарлін Гард Род Лейвер           | 11–13, 6–3, 6–8 |
| Поразка   | 1961 | Вімблдонський турнір | Трава    | Едда Будінг   | Фред Столл Леслі Тернер Боурі    | 11–9, 6–2       |
| Перемога  | 1962 | Чемпіонат Франції    | Ґрунт    | Рене Схюрман  | Леслі Тернер Боурі Фред Столл    | 3–6, 6–4, 6–4   |